# Lê Thị Hoàng Ngọc
Lê Thị Hoàng Ngọc (Hưng Yên, 1 juli 1982) is een Vietnamees schutter. Ze kwam uit op de Olympische Spelen van 2012 voor Vietnam bij het schieten op de onderdelen 10m luchtpistool en 25m pistool.
Op het onderdeel 10m luchtpistool behaalde Lê 379 punten en eindigde hiermee op een 21e plaats.